# جامع رادكان
جامع رادكان (بالفارسية: مسجد جامع رادکان) هو مسجد تاريخي يعود إلى عهد الدولة التيمورية ومن بعدها السلالة الصفوية، ويقع في مقاطعة تشناران، رادكان.